# オースチン・アイドル
オースチン・アイドル（Austin Idol、本名：Dennis McCord、1949年10月26日 - ）は、アメリカ合衆国の元プロレスラー。フロリダ州タンパ出身。
オースチン・アイドル名義での現役選手時代は「ネバダ州ラスベガス出身」を自称し、スーパースター・ビリー・グラハムとリック・フレアーを足して割ったような金髪の伊達男系マッチョマンとして活躍。1980年代初頭は、同じくグラハムの影響下にあるハルク・ホーガンと比較されることも多かった。

## 来歴
1972年に地元のNWAフロリダ地区（エディ・グラハム主宰のチャンピオンシップ・レスリング・フロム・フロリダ）にてデビュー。当時はアイアン・マイク・マッコード（Iron Mike McCord）を名乗り、オーストラリアに遠征してNWA豪亜タッグ王座の初代チャンピオンになったこともある（1972年12月2日、ジミー・ゴールデンと組み、トーナメントの決勝でブルート・バーナード&ボビー・ハートを破って戴冠）。その後はWWWFなどを転戦したが、1975年2月20日、フロリダにて軽飛行機で移動中に墜落事故に遭う。一時は選手生命を危ぶまれたものの、1978年にカムバック。オースチン・アイドル（Austin Idol）と改名し、髪をブロンドに染めビルドアップされた肉体を誇示するヒールとしてテネシー地区で再起を図った。
1979年、ジェリー・ローラーとの敗者追放マッチに敗れアラバマに転戦、6月13日にテリー "ザ・ハルク" ボールダーこと後のハルク・ホーガンから南部版のNWAサウスイースタン・ヘビー級王座を奪取している。その後はジム・バーネットの主宰するジョージア・チャンピオンシップ・レスリングに参戦。11月22日に行われたタッグチーム・トーナメントにマスクド・スーパースターと組んで出場し、決勝でジャック・ブリスコ&ジェリー・ブリスコを破りNWAジョージア・タッグ王座を獲得、12月にはレイ・キャンディを下して同TV王座にも戴冠している。
翌1980年にはWWFにゲスト参戦して、2月18日にニューヨークのマディソン・スクエア・ガーデンに登場（オープニング・マッチでホセ・エストラーダに勝利）。ジョージアに戻ると3月29日にミスター・レスリング2号からNWAジョージア・ヘビー級王座を奪取。5月4日にはアトランタのオムニ・コロシアムにおいて、ハーリー・レイスのNWA世界ヘビー級王座に挑戦。トミー・リッチやスタン・ハンセンとも抗争を展開するなど、日本でも「まだ見ぬ強豪」として注目を集めた。
同年8月、全日本プロレスに初来日。開幕戦ではジョージアでの宿敵だったキャンディと組んでジャイアント馬場&ジャンボ鶴田と対戦、鶴田から得意のラスベガス・レッグロック（Las Vegas Leglock）でギブアップを奪う。同じシリーズに来日していたミル・マスカラスとの抗争アングルでもヒールとしての持ち味を十二分に発揮し、期待に違わぬ活躍を見せた。再来日が待たれたが、帰国後は全日本プロレスと提携関係のなかったメンフィスのCWAやアラバマのSECWに定着し、他地区への遠征をほとんど行わなくなったため来日は中断する。
メンフィスでは1980年10月6日、ビル・ロビンソンを破りCWA世界ヘビー級王座を獲得。ジミー・ハートをマネージャーに迎え、因縁のローラーやリッチ、ビル・ダンディーらと抗争を展開した。その後はベビーフェイスに転向して、SECWでは1982年8月にジョー・ルダックからNWAアラバマ・ヘビー級王座を、12月にデビッド・シュルツから統一版のNWAサウスイースタン・ヘビー級王座をそれぞれ奪取。ウェイン・ファリスやモンゴリアン・ストンパーとも抗争を繰り広げた。
CWAでは1983年2月にCWAインターナショナル・ヘビー級王座の初代王者に認定され、翌1984年5月にかけて通算4回に渡って戴冠、ハンセン、ケン・パテラ、ランディ・サベージ、キング・トンガ、リック・ルードらと王座を争った。旧敵のローラーともタッグを組み、1984年にはロード・ウォリアーズと再三対戦している。同年2月14日にはメンフィスのミッドサウス・コロシアムにて、ニック・ボックウィンクルのAWA世界ヘビー級王座に挑戦。リック・フレアーが保持していたNWA世界ヘビー級王座にも、SECWの拠点アラバマ州モービルやフロリダ州ペンサコーラにて度々挑戦した。ローラーとのタッグでは、後にスティングおよびアルティメット・ウォリアーとして大ブレイクを果たすことになる、フラッシュ&ジャスティスのフリーダム・ファイターズともAWA南部タッグ王座を賭けて対戦した。
1980年代後半はCWAでポール・E・デンジャラスリーをマネージャーに迎えるなど再びヒールとなり、1987年2月3日にはトーナメントの決勝でソウル・トレイン・ジョーンズを破り、前王者ローラーの負傷による返上で空位となっていたAWA南部ヘビー級王座（旧ミッドアメリカ版NWA南部ヘビー級王座）を獲得。以降、同王座を巡りローラーとの抗争を再開した。同じくヒールターンしていたリッチと組み、AWAからCWAに参戦してきたマーティ・ジャネッティ&ショーン・マイケルズのミッドナイト・ロッカーズとも対戦している。
同年8月、WWF入りしたテッド・デビアスに代わり、旧友ハンセンのPWF世界タッグ王座のパートナーに起用され全日本プロレスに久々に来日したが、天龍源一郎&阿修羅・原の龍原砲に敗退。その後、マイティ井上のストマック・ブロックで肋骨を骨折し、途中帰国を余儀なくされた。最後の来日となった翌1988年3月には、ジョージアとテネシーを通しての盟友リッチとのコンビで参戦、ハンセンを交えての6人タッグマッチも行われた。
以降はベビーフェイスに戻り、テネシーやアラバマで単発的に活動を続けた後、1998年に現役を引退して不動産バイヤーに転身した。
2011年8月12日、ジャガロ・チャンピオンシップ・レスリングのPPV "JCW Legends & Icons" において久々にリングに登場。テネシー地区のレジェンド5人による5ウェイ・マッチに出場して、ダッチ・マンテル、ココ・B・ウェア、ブリックハウス・ブラウン、ダグ・ギルバートを相手に勝利を収めた。

## 得意技
- ラスベガス・レッグロック
- エルボー・ドロップ
- パイルドライバー

## 獲得タイトル
コンチネンタル・レスリング・アソシエーション
- AWA南部ヘビー級王座：3回[29]
- AWA南部タッグ王座：1回（w / ジェリー・ローラー）[35]
- CWAインターナショナル・ヘビー級王座：4回[22]
- CWA世界ヘビー級王座：1回[16]
- CWA世界タッグ王座：2回（w / ダッチ・マンテル）[36]

ジョージア・チャンピオンシップ・レスリング
- NWAジョージア・ヘビー級王座：1回[12]
- NWAジョージアTV王座 / NWAナショナルTV王座：3回[9][37]
- NWAジョージア・タッグ王座：1回（w / マスクド・スーパースター）[8]

サウスイースタン・チャンピオンシップ・レスリング
- NWAアラバマ・ヘビー級王座：2回[18]
- NWAサウスイースタン・ヘビー級王座：3回[19]
- NWAサウスイースタン・ヘビー級王座（南部版）：1回[7]

ワールド・チャンピオンシップ・レスリング（オーストラリア）
- NWA豪亜タッグ王座：1回（w / ジミー・ゴールデン）[3]

テキサス・オールスター・レスリング
- TASWヘビー級王座：1回[38]

全日本プロレス
- PWF世界タッグ王座：1回（w / スタン・ハンセン）[39]